# Otiothraea avilai
Otiothraea avilai es una especie de insecto coleóptero de la familia Chrysomelidae.
Fue descrita científicamente en 1993 por Vela & Bastazo.